# Patrice Héral
Patrice Héral, né en 1965 à Montpellier, est un batteur et percussionniste français de jazz.

## Biographie
Né en 1965 à Montpellier, il est le frère du compositeur de musiques de films et de jeux vidéo Christophe Héral.
Essentiellement autodidacte, Patrice Héral a été l'élève d'Alain Joule et de Barre Phillips. Jusqu'en 1990, il travaille, entre autres, avec le groupe de théâtre de rue Compagnie Malabar Paillasson et le groupe Tropique du Cancer.
Depuis 1990, il travaille à Vienne, où il joue avec de nombreux musiciens, dont Georg Graf, Otto Lechner, Max Nagl, João de Bruçó, Toni Burger, Paul Urbanek, Karl Sayer, Bumi Fian, Andy Manndorff, Stephan Aschböck, Joanna Lewis, Leszek Zadlo und Alegre Corrêa, et participe à plusieurs enregistrements.
Dans les années 1990, il évolue entre Vienne, Berlin, Oslo et sa ville natale, et joue avec Gérard Pansanel, Doudou Gouirand, Frédéric Monino, Michel Marre, Terje Rypdal, Tore Brunborg, Kirsten Brattberg, Nguyên Lê, Renaud Garcia-Fons, Wolfgang Puschnig, Dhafer Youssef, Antonello Salis, Furio Di Castri, Paolo Fresu, Tom Cora, Iva Bittová, Wolfgang Muthspiel, Michel Portal, Chano Domínguez, Charlie Mariano, Ferenc Snétberger, Steve Swallow, Ralph Towner, John Taylor et Maria Pia De Vito .
Ensuite, il fait partie d'un trio de musiciens, avec Arild Andersen et Markus Stockhausen, ainsi qu'avec Arild Andersen et Carsten Dahl.
Entre 2005 et 2007, il a été membre de l'Orchestre national de jazz sous la direction de Franck Tortiller. Il fait également partie de l'ensemble Pago Libre avec John Wolf Brennan, Cho Theissing, Arkady Shilkloper et Georg Breinschmid.
Depuis plusieurs années, il enseigne au sein du Conservatoire de Montpellier Méditerranée Métropole (CRR)